# Cohembia acuta
Cohembia acuta är en insektsart som beskrevs av Boris Petrovich Uvarov 1953. Cohembia acuta ingår i släktet Cohembia och familjen gräshoppor. Inga underarter finns listade i Catalogue of Life.